# Eleccions legislatives gregues de maig de 2012
Les eleccions legislatives gregues de 6 de maig de 2012 van ser unes eleccions anticipades al Parlament grec realitzades en l'esmentada data. Estaven previstes per al 2013, quatre anys després de les anteriors, però en novembre de 2011 es va arribar a l'acord d'avançar-les sota el mandat d'un govern de coalició format per a implementar les decisions preses amb altres països de la zona euro i amb el Fons Monetari Internacional un mes abans.

## Els sondatges previs a les eleccions
Els sondatges que s'han anat fent d'ençà el 2009 mostraven una clara davallada del suport pels dos partits principals, el PASOK i Nova Democràcia, i de tots dos era el partit socialista, al govern des del 2011, el que patia una pèrdua més important de votants. En canvi, es podia observar la progressió d'alguns partits abans minoritaris com ara SÍRIZA i l'arribada del partit d'extrema dreta Alba Daurada, que va recuperar molts votants del LAOS decebuts pel suport a la coalició de govern, gairebé empatats al mes d'abril.

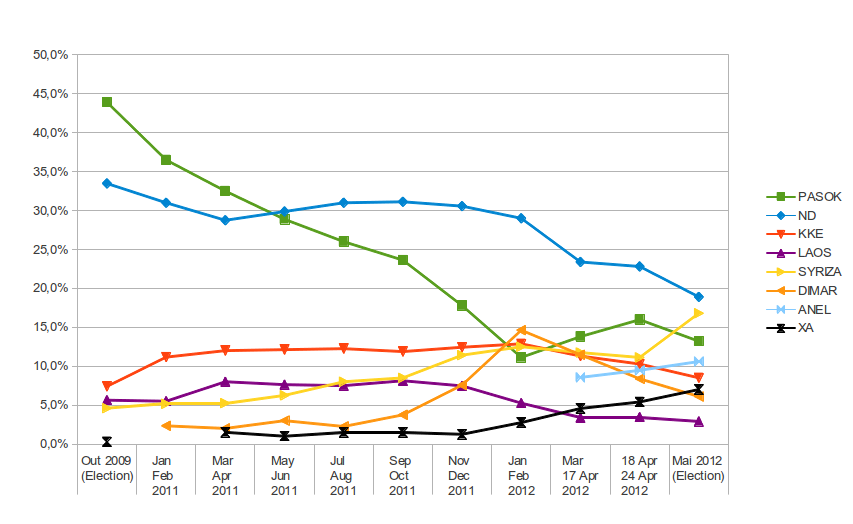
Tendències segons els sondatges d'opinió

No va haver-hi sondatges durant les dues setmanes anteriors a les votacions, ja que la llei grega no permet de publicar-ne durant aquest període.

## Els resultats de les eleccions
Les eleccions les va guanyar el partit conservador Nova Democràcia, que, tot i que va perdre una quantitat considerable de vots, va guanyar escons gràcies al sistema electoral. El panorama polític tradicional s'ha vist capgirat arran de les conseqüències de la crisi, així el PASOK, tradicionalment un dels dos grans partits, va caure fins a la tercera posició en perdre al voltant de dos terços dels seus escons. Dos partits que fins ara no gaudien de cap presència destacable s'han vist propulsat al capdavant de l'escenari polític: la coalició d'esquerres SÍRIZA que es va situar com a segon partit del país amb el 16,8% dels vots i el partit nacionalista d'extrema dreta Alba Daurada que va obtenir el 6,7% dels sufragis i assolí per primera vegada representació al parlament amb 21 escons.
| Eleccions generals de Grècia del 6 de maig de 2012 |                                                                         |           |        |           |     |
| Partit                                             | Partit                                                                  | Vots      | %      | Escons    | +/– |
|                                                    | Nova Democràcia (ND)                                                    | 1.183.851 | 18,9%  | 108 / 300 | 17  |
|                                                    | Coalició de l'Esquerra Radical (SÍRIZA)                                 | 1.051.094 | 16,8%  | 52 / 300  | 39  |
|                                                    | Moviment Socialista Panhel·lènic (PASOK)                                | 827.459   | 13,2%  | 41 / 300  | 119 |
|                                                    | Grecs Independents (ANEL)                                               | 664.737   | 10,6%  | 33 / 300  | 33  |
|                                                    | Partit Comunista de Grècia (KKE)                                        | 531.293   | 8,5%   | 26 / 300  | 5   |
|                                                    | Alba Daurada (XA)                                                       | 438.910   | 7,0%   | 21 / 300  | 21  |
|                                                    | Esquerra Democràtica (DIMAR)                                            | 382.650   | 6,1%   | 19 / 300  | 19  |
|                                                    | Verds Ecologistes (Oikologoi Prasinoi)                                  | 183.708   | 2,9%   | 0         | =   |
|                                                    | Reagrupament Popular Ortodox (LAOS)                                     | 182.023   | 2,9%   | 0         | 15  |
|                                                    | Aliança Democràtica (DISY)                                              | 160.280   | 2,6%   | 0         | =   |
|                                                    | Recrear Grècia (DX)                                                     | 134.587   | 2,2%   | 0         | =   |
|                                                    | Drasi - Aliança Liberal (FS)                                            | 112.879   | 1,8%   | 0         | =   |
|                                                    | Front de l'Esquerra Anticapitalista Grega (ANTARSYA)                    | 74.820    | 1,2%   | 0         | =   |
|                                                    | Acord Social                                                            | 60.226    | 1,0%   | 0         | =   |
|                                                    | No: Renaixement Democràtic - Front Popular Unit                         | 57.883    | 0,9%   | 0         | =   |
|                                                    | Moviment "Jo no pago" (Kinima Den Plirono)                              | 55.240    | 0,9%   | 0         | =   |
|                                                    | Unió de Centristes (EK)                                                 | 38.089    | 0,6%   | 0         | =   |
|                                                    | Associació d'Unitat Nacional                                            | 37.970    | 0,6%   | 0         | =   |
|                                                    | Partit Pirata de Grècia (KPE)                                           | 32.272    | 0,5%   | 0         | =   |
|                                                    | Societat (Koinonia)                                                     | 28.211    | 0,5%   | 0         | =   |
|                                                    | Partits Comunistes Marxistes-Leninistes de Grècia (KKE (M-L) - M-L KKE) | 15.970    | 0,3%   | 0         | =   |
|                                                    | Partit Revolucionari dels Treballadors                                  | 6.038     | 0,1%   | 0         | =   |
|                                                    | Partit Liberal (KF)                                                     | 3.589     | 0,1    | 0         | =   |
|                                                    | Independents                                                            | 3.084     | 0,1%   | 0         | =   |
|                                                    | Organització per la Reconstrucció del KKE (ΟΑΚΚΕ)                       | 2.602     | 0,0%   | 0         | =   |
|                                                    | Organització de Comunistes Internacionalistes de Grècia (OKDE)          | 2007      | 0,0%   | 0         | =   |
|                                                    | Dignidad (Axioprepeia)                                                  | 761       | 0,0%   | 0         | =   |
|                                                    | Moviment Nacional de Resistència (KEAN)                                 | 493       | 0,0%   | 0         | =   |
|                                                    | Moviment de Tots els Treballadors Agrícoles de Grècia (PAEKE)           | 306       | 0,0%   | 0         | =   |
|                                                    | Moviment Panathinaikos (Panki)                                          | 102       | 0,0%   | 0         | =   |
|                                                    | Desenvolupament Regional Urbà                                           | 96        | 0,0%   | 0         | =   |
|                                                    | Ecologistes Grecs                                                       | 71        | 0,0%   | 0         | =   |
| Vots vàlids                                        | Vots vàlids                                                             | 6.271.396 | 97,6%  |           |     |
| Vots no vàlids                                     | Vots no vàlids                                                          | 116.117   | 1,8%   |           |     |
| Vots en blanc                                      | Vots en blanc                                                           | 35.533    | 0,6%   |           |     |
| Total                                              | Total                                                                   | 6.423.046 | 100,0% | 300       |     |
| Participació electoral                             | Participació electoral                                                  |           | 65,1%  |           |     |
| Font: Ministerio de Interior de Grecia             |                                                                         |           |        |           |     |

## Formació del govern
Com que no hi ha cap majoria absoluta, el sistema preveu que el partit més votat, Nova Democràcia, tinga tres dies per a intentar formar una coalició. Si no ho aconsegueix, el torn passa al segon i al tercer partit respectivament (SÍRIZA i PASOK), també amb tres dies cadascú. Si cap no ho aconsegueix, hi haurà una nova convocatòria d'eleccions.
Nova Democràcia, un dia després de les eleccions, es va reunir amb els partits més propers al seu ideari, però només va aconseguir el compromís del PASOK per a formar govern, pel que unes hores després va anunciar la impossibilitat de formar govern, passant el torn al SÍRIZA. El mateix dia, el 7 de maig, el partit esquerrà DIMAR va anunciar que no formaria cap coalició amb Nova Democràcia i el PASOK, que estan a favor dels rescats econòmics, i va deixar la porta oberta a "participar en un govern de coalició amb altres forces progressistes", fent referència al SÍRIZA i al KKE.
Ni SÍRIZA ni el PASOK van aconseguir formar govern, pel que el President Kàrolos Papúlias, d'acord amb la Constitució, va convocar una reunió amb els líders dels tres partits més votats i de DIMAR per a intentar assolir un acord al qual no es va arribar, pel que la convocatòria de noves eleccions legislatives per a juny seria necessària.